# Elatostema lithoneurum
Elatostema lithoneurum är en nässelväxtart som beskrevs av Otto Stapf. Elatostema lithoneurum ingår i släktet Elatostema och familjen nässelväxter. Inga underarter finns listade i Catalogue of Life.